# بیرون‌زدگی رحم
بیرون زدگی رحم (به انگلیسی: Uterine prolapse) نوعی بیماری ناحیهٔ تناسلی در زنان است. فاکتورهای خطر برای این بیماری عبارتند از بارداری، زایمان، افزایش مزمن فشارهای درون شکمی مانند بلند کردن اجسام سنگین، سرفه کردن یا زور زدن و ضعف یا آسیب ماهیچه‌ها.
درمان این بیماری می‌تواند از طریق عمل جراحی یا روش‌های غیر جراحی باشد که این به وضعیت بیمار و تمایلش دارد.

## توضیح
رحم با کمک بستری از ماهیچه‌ها و رباط‌ها نگه داشته‌است. هنگامی بیرون زدگی رحم روی می‌دهد که این رباط‌های نگهدارنده ضعیف می‌شوند تا حدی که رحم دیگر در جای طبیعی اش باقی نمی‌ماند و به بیرون لیز می‌خورد. مهم‌ترین این رباط‌ها عبارتند از رباط‌های گرد، یوتروساکرال، پهن و رباط‌های تخمدانی. رباط‌های یوتروساکرال بیش از دیگر رباط‌ها بار نگهداری رحم را بر دوش می‌کشند.
مهم‌ترین عامل بیرون زدگی رحم در اثر آسیب دیدگی هنگام زایمان رخ می‌دهد بخصوص اگر چندین زایمان یا زایمان‌های سخت وجود داشته باشد. با بالا رفتن سن مشکلات مربوط به بیرون زدگی بیشتر بروز می‌کند. این بیماری با جراحی درمان می‌شود.

## درمان
گزینه‌های درمان غیر جراحی عبارتند از اصلاح روش زندگی فرد، تقویت ماهیچه‌ها با کمک ورزش مانند تمرین کیگل. گزینهٔ دیگر استفاده از ابزارهای مکانیکی مانند Pessary است. این وسیله رحم را بالا می‌برد و تکیه گاه آن می‌شود. گزینه‌های جراحی پرشمار اند که از آن جمله می‌توان به هیسترکتومی، ساکروهیستروپسی یا عمل منچستر اشاره کرد.